# Scaphura conspurcata
Scaphura conspurcata är en insektsart som beskrevs av Brunner von Wattenwyl 1878. Scaphura conspurcata ingår i släktet Scaphura och familjen vårtbitare. Inga underarter finns listade i Catalogue of Life.